# Viscount Hailsham

Wappen der Viscounts Hailsham

Viscount Hailsham, of Hailsham in the County of Sussex, ist ein erblicher britischer Adelstitel in der Peerage of the United Kingdom.

## Verleihung, nachgeordnete und weitere Titel
Der Titel wurde am 4. Juli 1929 für den konservativen Politiker und Anwalt Douglas Hogg, 1. Baron Hailsham geschaffen, der danach zweimal Lordkanzler war. Diesem war am 4. April 1928 der fortan nachgeordnete Titel Baron Hailsham, of Hailsham in the County of Sussex, verliehen worden.
Sein Sohn, der zweite Viscount, Quintin McGarel Hogg, war ebenfalls ein bekannter konservativer Politiker. Er war am 20. November 1963 einer der ersten, der die Möglichkeit in Anspruch nahm, auf Lebenszeit auf seinen erblichen Titel zu verzichten. Dies geschah, um weiterhin Mitglied des House of Commons bleiben zu können und nicht ins House of Lords aufzurücken. 1970 wurde er dann auf Lebenszeit (Life Peer) zum Baron Hailsham of St. Marylebone, of Herstmonceux in the County of Sussex, ernannt. Bei seinem Tod, 2001, lebte der erbliche Titel, der bis dahin geruht hatte, wieder auf.
Inzwischen war durch den House of Lords Act 1999 die Erblichkeit von Parlamentsitzen abgeschafft worden. Sein Sohn, der dritte Viscount, wurde am 12. Oktober 2015 ebenfalls als Life Peer zum Baron Hailsham of Kettlethorpe, of Kettlethorpe in the County of Lincolnshire, erhoben, um dadurch einen Sitz im House of Lords zu erhalten.

## Liste der Viscounts Hailsham (1929)
- Douglas McGarel Hogg, 1. Viscount Hailsham (1872–1950)
- Quintin McGarel Hogg, 2. Viscount Hailsham (1907–2001) (Titelverzicht 1963)
- Douglas Martin Hogg, 3. Viscount Hailsham (* 1945)

Titelerbe (Heir apparent) ist der Sohn des jetzigen Viscounts, Hon. Quintin John Neil Martin Hogg (* 1973).